# Gil Carlos
Gil Carlos Modesto Alves,  ou apenas Gil Carlos, (São João do Piauí, 3 de fevereiro de 1968) é um médico e político brasileiro, atualmente deputado estadual pelo Piauí.

## Dados biográficos
Filho de José Gil Alves e Leolisa Modesto Alves. Médico especialista em Cirurgia do Aparelho Digestivo, chefiou o Serviço de Cirurgia do Hospital São Marcos, lecionou no curso de Medicina da Universidade Estadual do Piauí e na  residência de cirurgia da Universidade Federal do Piauí. Filiado ao PT, elegeu-se prefeito de São João do Piauí em 2012 e 2016. Assumiu a presidência da Associação Piauiense de Municípios no ano seguinte e em 2022 foi eleito deputado estadual.